# Мирослав Церар
Мирослав Церар (на словенски: Miroslav Cerar) е словенски юрист (професор) и политик (премиер, вицепремиер, външен министър, партиен лидер, дипломат).
Той е 10-ят министър-председател на Словения от 18 септември 2014 до 13 септември 2018 г., после в кабинета на Марян Шарец е първи заместник министър-председател и министър на външните работи от 13 септември 2018 до 3 март 2020 г.

## Биография
Церар е роден в Любляна, столицата на СР Словения, СФРЮ, на 25 август 1963 г. Син е на югославския гимнастик Мирослав Церар, двукратен олимпийски шампион.
Без сериозен политически опит допреди заемането на премиерския пост, той оглавява центристката партия Модерен център, наречена в началото Партия на Миро Церар.
Партията на Миро Церар побеждава на извънредните парламентарни избори (създадена месец и половина преди произвеждането им) в Словения на 13 юли 2014 г., спечелвайки 36 мандата в 90-местния парламент. Тя сформира мнозинство заедно с Демократическата партия на пенсионерите в Словения и с партията на социалдемократите. Заедно тези 3 политически сили разполагат с 52 места в парламента.